# 크리스티안 터나세
크리스티안 터나세(루마니아어: Cristian Tănase, 1987년 2월 18일 ~ )는 루마니아의 축구 선수이다. 현재는 소속이 없다. 포지션은 윙어이다.